# Magnús Scheving
Magnús Örn Eyjólfsson Scheving, född 10 november 1964 i Borgarnes, är en isländsk författare, entreprenör, TV-producent, skådespelare och idrottsman. Han har skapat barnprogrammet LazyTown.

## Böcker utgivna på svenska
- 2006 – Fotbollsroboten ; Zappa bort röran! (tillsammans med Mark Valenti) ISBN 978-91-85387-19-9[1]